# Eupithecia ultimaria
Eupithecia ultimaria är en fjärilsart som beskrevs av Jean Baptiste Boisduval 1840. Eupithecia ultimaria ingår i släktet Eupithecia och familjen mätare. Inga underarter finns listade i Catalogue of Life.

## Bildgalleri

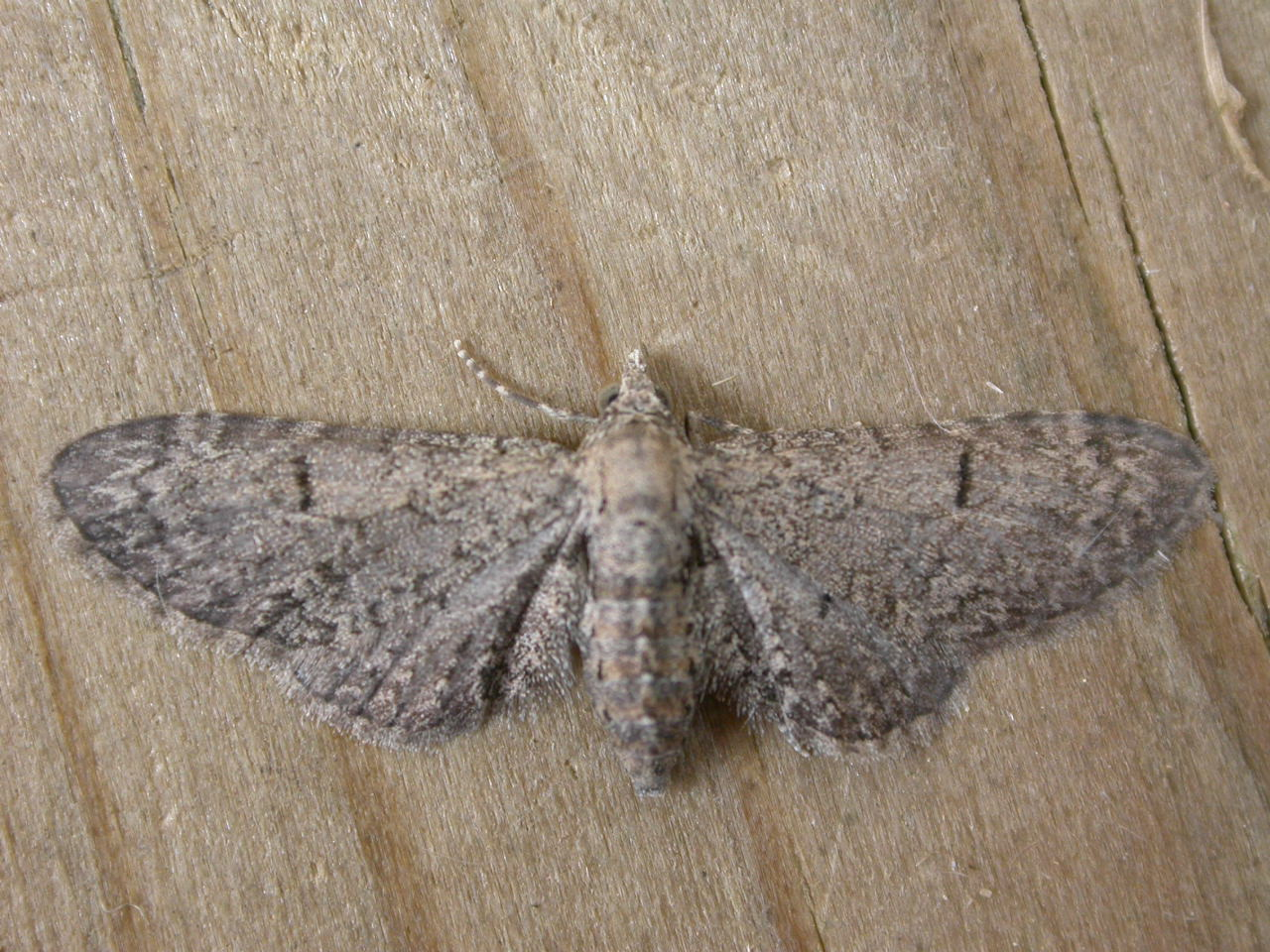